# Aposphaeria
Aposphaeria is een geslacht van schimmels behorend tot de familie Melanommataceae. De typesoort is Aposphaeria pulviscula.

## Soorten
Volgens Index Fungorum telt het geslacht 83 soorten (peildatum februari 2023):
| Soortnaam                    | Auteur(s)                      | Publicatiejaar |
| ---------------------------- | ------------------------------ | -------------- |
| Aposphaeria allantella       | Sacc. & Roum.                  | 1884           |
| Aposphaeria anomala          | Rota-Rossi                     | 1911           |
| Aposphaeria arachidis        | R.L. Kulk.                     | 1974           |
| Aposphaeria bambusae         | Bres.                          | 1926           |
| Aposphaeria bombacis         | Allesch.                       | 1912           |
| Aposphaeria brunneotincta    | Farl.                          | 1922           |
| Aposphaeria buddlejae        | Gucevi?                        | 1959           |
| Aposphaeria calligoni        | Kravtzev                       | 1961           |
| Aposphaeria canavaliae       | Massee                         | 1906           |
| Aposphaeria caraganae        | I.E. Brezhnev                  | 1951           |
| Aposphaeria caricicola       | R. Sprague                     | 1962           |
| Aposphaeria caulina          | P. Karst.                      | 1905           |
| Aposphaeria charticola       | Sacc.                          | 1911           |
| Aposphaeria cladoniae        | Allesch. & Schnabl             | 1895           |
| Aposphaeria conica           | Sacc.                          | 1886           |
| Aposphaeria corallinolutea   | Gruyter, Aveskamp & Verkley    | 2012           |
| Aposphaeria dendrophomoides  | Sacc.                          | 1921           |
| Aposphaeria denudata         | (Schulzer) Sacc. & Traverso    | 1910           |
| Aposphaeria desertorum       | Kravtzev                       | 1955           |
| Aposphaeria elymi            | Died.                          | 1912           |
| Aposphaeria ephedrae         | Kravtzev                       | 1961           |
| Aposphaeria epicorticalis    | Sacc.                          | 1921           |
| Aposphaeria eragrostidis     | Castell. & Ciccar.             | 1939           |
| Aposphaeria eurotiae         | Kravtzev                       | 1961           |
| Aposphaeria ferrum-equinum   | Tassi                          | 1900           |
| Aposphaeria freticola        | Speg.                          | 1887           |
| Aposphaeria gallicola        | Trotter                        | 1900           |
| Aposphaeria gregaria         | Died.                          | 1912           |
| Aposphaeria halimodendri     | Gucevi?                        | 1960           |
| Aposphaeria haloxyli         | Kravtzev                       | 1955           |
| Aposphaeria hapalophragmii   | Trotter                        | 1931           |
| Aposphaeria henryana         | Traverso                       | 1912           |
| Aposphaeria heveae           | Petch                          | 1917           |
| Aposphaeria hippuridis       | Ade                            | 1923           |
| Aposphaeria hospitae         | Tassi                          | 1900           |
| Aposphaeria humicola         | Oudem.                         | 1902           |
| Aposphaeria ilicis           | Died.                          | 1912           |
| Aposphaeria iliensis         | Kravtzev                       | 1961           |
| Aposphaeria jubaeae          | Speg.                          | 1921           |
| Aposphaeria kiefferiana      | Trotter                        | 1900           |
| Aposphaeria kravtzevii       | Schwarzman                     | 1970           |
| Aposphaeria lentisci         | (Mont. & Durieu) Pat.          | 1904           |
| Aposphaeria lignicola        | S. Ahmad                       | 1964           |
| Aposphaeria major            | Syd. & P. Syd.                 | 1907           |
| Aposphaeria majuscula        | Sacc. & Roum. ex Sacc.         | 1913           |
| Aposphaeria martinii         | Aa                             | 2002           |
| Aposphaeria mediella         | P. Karst.                      | 1884           |
| Aposphaeria melaleucae       | Henn.                          | 1903           |
| Aposphaeria mesembryanthemi  | M.E.A. Costa & Sousa da Câmara | 1952           |
| Aposphaeria mojunkumica      | Kravtzev                       | 1955           |
| Aposphaeria montbretiae      | Siemaszko                      | 1923           |
| Aposphaeria musarum          | Speg.                          | 1910           |
| Aposphaeria nigra            | Died.                          | 1912           |
| Aposphaeria oxalidis         | M.L. Farr                      | 1960           |
| Aposphaeria pakistanica      | S. Ahmad                       | 1971           |
| Aposphaeria phellodendri     | Gucevi?                        | 1960           |
| Aposphaeria pinea            | Sacc.                          | 1884           |
| Aposphaeria pini-densiflorae | Sawada                         | 1950           |
| Aposphaeria polonica         | Moesz                          | 1920           |
| Aposphaeria populea          | A.L. Sm. & Ramsb.              | 1914           |
| Aposphaeria pulviscula       | (Sacc.) Sacc.                  | 1880           |
| Aposphaeria punicina         | Sacc.                          | 1915           |
| Aposphaeria purpurascens     | Peyronel                       | 1916           |
| Aposphaeria ramalinae        | Vouaux                         | 1911           |
| Aposphaeria reaumuriae       | T.M. Achundov                  | 1972           |
| Aposphaeria rhois            | Sacc. & Trotter                | 1912           |
| Aposphaeria rostrata         | Oudem.                         | 1902           |
| Aposphaeria rubefaciens      | Bubák                          | 1905           |
| Aposphaeria rudis            | P. Karst.                      | 1905           |
| Aposphaeria salicis          | Died.                          | 1912           |
| Aposphaeria salicum          | Sacc.                          | 1903           |
| Aposphaeria santolinae       | Gucevi?                        | 1962           |
| Aposphaeria sepulta          | (Penz.) Sacc.                  | 1884           |
| Aposphaeria sequoiae         | Lind                           | 1913           |
| Aposphaeria silenes          | M. Petrov                      | 1933           |
| Aposphaeria sphaerospora     | Peyronel                       | 1918           |
| Aposphaeria striolata        | Sacc.                          | 1916           |
| Aposphaeria taquarae         | Viégas                         | 1945           |
| Aposphaeria tiliana          | Gucevi?                        | 1977           |
| Aposphaeria tragopogonis     | Sandu & Mítítíuc               | 1971           |
| Aposphaeria turmalis         | Ellis & Everh.                 | 1902           |
| Aposphaeria ulmicola         | (Berk.) Sacc.                  | 1884           |
| Aposphaeria zeae             | Lobik                          | 1933           |